# 冯巩
冯巩（1957年12月6日—），男，汉族，河北河間人，生于天津，中国相声、小品及电影演员。现任中国国民党革命委员会中央委员会副主席、中国文学艺术界联合会副主席、中国曲艺家协会主席、中国广播艺术团艺术总监，一级演员职称。

## 生平
冯巩是北洋直系军阀、中華民國代理大總統馮國璋的曾孙，1957年生於天津南開區水閣醫院，1998年9月至2001年1月于华中师范大学进行文艺学专业研究生学习，获硕士学位。根据天津纺织博物馆展出的冯巩所填写《徒工出师定鉴定表》显示，冯巩1979年3月14日进入天津纺织机械厂工作，岗位是钳工，每月工资为35.5元。
1983年初次登台表演相声，后师从相声名家马季，并与刘伟搭档表演。1988年后与牛群搭档，创作演出了大量深受欢迎的相声作品，并逐渐形成了他们独特的表演风格，被誉为相声界的“黄金搭档”。
从1986年至2018年，他连续三十多次登上央视春晚舞臺，上台表演前经常对观众说的一句著名台词是“我想死你们了！”。冯巩还参与了许多影视作品的拍摄工作，并获得多项奖项的肯定。
冯巩现为中国广播艺术团说唱团相声演员，国家一级演员，中国曲艺家协会主席，全国政协委员、常委、全国青联常委。此外，冯巩于2000年11月加入中国国民党革命委员会，是民革第十一届中央委员会常委、第十二至第十三届民革中央副主席。

## 作品

### 历年央视春晚相声小品
- 1986年 《虎年谈虎》
- 1987年 《巧对影联》、《五官争功》
- 1988年 《求全责备》
- 1989年 《生日祝辞》
- 1990年 《无所适从》
- 1991年 《亚运之最》
- 1992年 《办晚会》
- 1993年 《拍卖》
- 1994年 《点子公司》
- 1995年 《最差先生》
- 1996年 《明天会更好》
- 1997年 《两个人的世界》
- 1998年 《坐享其成》
- 1999年 《瞧这俩爹》
- 2000年 《旧曲新歌》
- 2001年 《得寸进尺》
- 2002年 《台上台下》
- 2003年 《马路情歌》
- 2004年 《让一让，生活多美好》
- 2005年 《谈笑人生》
- 2006年 《跟着媳妇当保姆》
- 2007年 《咱村的事儿》
- 2008年 《公交协奏曲》
- 2009年 《暖冬》
- 2010年 《不能让他走》
- 2011年 《还钱》
- 2012年 《愛的代駕》
- 2013年 《搭把手不孤独》
- 2014年 《我就是这么个人》
- 2015年 《小棉袄》
- 2016年 《快乐老爸》
- 2017年 《信任》
- 2018年 《我爱诗词》

### 相声、小品作品
《巧对影联》、《尊师爱徒》、《虎年谈虎》、《猫耳洞与特区》、《八戒贬悟空》、《灭鼠轶事》、《搭配协会》、《五官争功》、《小偷公司》、《猜歌迷》、《威胁》、《为了孩子》、《无所适从》、《热门话题》、《亚运之最》、《拍卖》、《办晚会》、《最差先生》、《有话坐着说》、《明天会更好》、《坐享其成》、《瞧这俩爹》、《生日祝词》、《天南地北》、《万事通》、《两个弄潮儿》、《我的儿子》、《两个人的世界》、《假话世家》、《我要当警察》、《旧曲新唱》、《让一让、生活更美好》、《马路情歌》、《笑谈人生》、《跟着媳妇当保姆》、《暖冬》、《不能让他走》

### 影视作品
- 《那五》
- 《阿O正传》
- 《业余警察》
- 《埋伏》
- 《站直了，别趴下》
- 《狂吻俄罗斯》
- 《趁热打劫》
- 《谁说我不在乎》
- 《没事儿偷着乐》
- 《心急吃不了热豆腐》
- 《别拿自己不当干部》
- 《其实男人最辛苦》
- 《离婚合同》
- 《建党伟业》 饰 冯国璋
- 《建军大业》 饰 冯国璋
- 《生活有点甜》
- 《幸福马上来》

## 奖项和荣誉

### 著名影视奖项
| 年份 | 提名者             | 颁奖方                  | 奖项分类     | 是否得奖 | 参考资料 |
| ---- | ------------------ | ----------------------- | ------------ | -------- | -------- |
| 1992 |                    | 中国电影表演学会        | 第四届学会奖 | 獲獎     | [ 9 ]    |
| 1993 | 《站直啰，别趴下》 | 第16届大众电影百花奖    | 最佳男配角奖 | 獲獎     | [ 10 ]   |
| 1997 | 《埋伏》           | 第17届中国电影金鸡奖    | 最佳男演员   | 提名     | [ 11 ]   |
| 1998 | 《没事偷着乐》     | 第18届中国电影金鸡奖    | 最佳男演员   | 獲獎     | [ 12 ]   |
| 1999 | 《没事偷着乐》     | 第9届上海电影评论学会奖 | 最佳男演员   | 獲獎     |          |

### 其他奖项和荣誉
- 1988年，获中央电视台主办的“大连星海杯相声大赛”捧哏一等奖
- 1988年，获首届十佳电视演员大奖
- 电视剧《那五》被评为全国首届电影厂家电视剧一等奖
- 1995年，获中国首届侯宝林金像奖[13]
- 1997年12月，获“中国文联”文艺家协会中青年“德艺双馨”艺术家称号[14]
- 1997年，获第八届“中国十大杰出青年”称号[15]

## 家族
曾祖父冯国璋，北洋三杰之一，直系军阀的创始者，1917年出任代理大总统。
祖父冯家遇，是冯国璋的第三子，留学德国，立志实业救国，回国后创办了东方油漆厂等多种实业，对发展天津的民族工业起了不可忽视的作用。
父亲馮海崗，文革时期家被抄家、砸毁。姐姐冯幸耘是中国国民党革命委员会中央委员。